# Torna az 1984. évi nyári olimpiai játékokon
Az 1984. évi nyári olimpiai játékokon a tornában tizenöt versenyszámban osztottak érmeket.

## Férfi

### Éremtáblázat
A táblázatban a rendező ország csapata eltérő háttérszínnel, az egyes számoszlopok legmagasabb értéke vagy értékei vastagítással kiemelve.
| Az 1984. évi nyári olimpiai játékok éremtáblázata férfi tornában | Az 1984. évi nyári olimpiai játékok éremtáblázata férfi tornában | Az 1984. évi nyári olimpiai játékok éremtáblázata férfi tornában | Az 1984. évi nyári olimpiai játékok éremtáblázata férfi tornában | Az 1984. évi nyári olimpiai játékok éremtáblázata férfi tornában | Olimpia  |
| ---------------------------------------------------------------- | ---------------------------------------------------------------- | ---------------------------------------------------------------- | ---------------------------------------------------------------- | ---------------------------------------------------------------- | -------- |
|                                                                  | Ország                                                           | Arany                                                            | Ezüst                                                            | Bronz                                                            | Összesen |
| 1.                                                               | Kína (CHN)                                                       | 3                                                                | 5                                                                | 1                                                                | 9        |
| 2.                                                               | Japán (JPN)                                                      | 3                                                                | 3                                                                | 3                                                                | 9        |
| 3.                                                               | Egyesült Államok (USA)                                           | 3                                                                | 2                                                                | 3                                                                | 8        |
|                                                                  |                                                                  |                                                                  |                                                                  |                                                                  |          |
| 4.                                                               | Franciaország (FRA)                                              | 0                                                                | 0                                                                | 1                                                                | 1        |
|                                                                  |                                                                  |                                                                  |                                                                  |                                                                  |          |
| Összesen                                                         | Összesen                                                         | 9                                                                | 10                                                               | 8                                                                | 27       |

### Érmesek
A táblázatban a rendező ország csapata eltérő háttérszínnel kiemelve.
| Az 1984. évi nyári olimpiai játékok érmesei férfi tornában | | | |
| Versenyszám                                                | Arany | Ezüst | Bronz |
| Gyűrű                                                      | Gusiken Kódzsi · Japán (JPN) · 19,850                                                                                             | Nem adták ki | Mitchell Gaylord · Egyesült Államok (USA) · 19,825                                                                                     |
| Gyűrű                                                      | Li Ning · Kína (CHN) · 19,850 | Nem adták ki | Mitchell Gaylord · Egyesült Államok (USA) · 19,825                                                                                     |
| Korlát                                                     | Bart Conner · Egyesült Államok (USA) · 19,950                                                                                     | Kadzsitani Nobujuki · Japán (JPN) · 19,925 | Mitchell Gaylord · Egyesült Államok (USA) · 19,850                                                                                     |
| Lólengés                                                   | Peter Vidmar · Egyesült Államok (USA) · 19,950                                                                                    | Nem adták ki | Timothy Daggett · Egyesült Államok (USA) · 19,825                                                                                      |
| Lólengés                                                   | Li Ning · Kína (CHN) · 19,950 | Nem adták ki | Timothy Daggett · Egyesült Államok (USA) · 19,825                                                                                      |
| Nyújtó                                                     | Moriszue Sindzsi · Japán (JPN) · 20,000                                                                                           | Tung Fej (Tong Fei) · Kína (CHN) · 19,975 | Gusiken Kódzsi · Japán (JPN) · 19,950                                                                                                  |
| Talaj                                                      | Li Ning · Kína (CHN) · 19,925 | Lou Jün (Lou Yun) · Kína (CHN) · 19,775 | Szotomura Kódzsi · Japán (JPN) · 19,700                                                                                                |
| Talaj                                                      | Li Ning · Kína (CHN) · 19,925 | Lou Jün (Lou Yun) · Kína (CHN) · 19,775 | Philippe Vatuone · Franciaország (FRA) · 19,700                                                                                        |
| Ugrás                                                      | Lou Jün (Lou Yun) · Kína (CHN) · 19,950                                                                                           | Gusiken Kódzsi · Japán (JPN) · 19,825 | Nem adták ki |
| Ugrás                                                      | Lou Jün (Lou Yun) · Kína (CHN) · 19,950                                                                                           | Mitchell Gaylord · Egyesült Államok (USA) · 19,825 | Nem adták ki |
| Ugrás                                                      | Lou Jün (Lou Yun) · Kína (CHN) · 19,950                                                                                           | Li Ning · Kína (CHN) · 19,825 | Nem adták ki |
| Ugrás                                                      | Lou Jün (Lou Yun) · Kína (CHN) · 19,950                                                                                           | Moriszue Sindzsi · Japán (JPN) · 19,825 | Nem adták ki |
| Összetett egyéni                                           | Gusiken Kódzsi · Japán (JPN) · 118,700                                                                                            | Peter Vidmar · Egyesült Államok (USA) · 118,675 | Li Ning · Kína (CHN) · 118,575 |
| Összetett csapat                                           | Egyesült Államok (USA) · Bart Conner · Timothy Daggett · Mitchell Gaylord · James Hartung · Scott Johnson · Peter Vidmar · 591,40 | Kína (CHN) · Hszü Cse-csiang (Xu Zhiqiang) · Li Hsziao-ping (Li Xiaoping) · Li Jüe-csiu (Li Yuejiu) · Li Ning · Lou Jün (Lou Yun) · Tung Fej (Tong Fei) · 590,80 | Japán (JPN) · Gusiken Kódzsi · Hirata Noritosi · Jamavaki Kjódzsi · Kadzsitani Nobujuki · Moriszue Sindzsi · Szotomura Kódzsi · 586,70 |

## Női

### Éremtáblázat
A táblázatban a rendező ország csapata eltérő háttérszínnel, az egyes számoszlopok legmagasabb értéke vagy értékei vastagítással kiemelve.
| Az 1984. évi nyári olimpiai játékok éremtáblázata női tornában | Az 1984. évi nyári olimpiai játékok éremtáblázata női tornában | Az 1984. évi nyári olimpiai játékok éremtáblázata női tornában | Az 1984. évi nyári olimpiai játékok éremtáblázata női tornában | Az 1984. évi nyári olimpiai játékok éremtáblázata női tornában | Olimpia  |
| -------------------------------------------------------------- | -------------------------------------------------------------- | -------------------------------------------------------------- | -------------------------------------------------------------- | -------------------------------------------------------------- | -------- |
|                                                                | Ország                                                         | Arany                                                          | Ezüst                                                          | Bronz                                                          | Összesen |
| 1.                                                             | Románia (ROU)                                                  | 5                                                              | 2                                                              | 2                                                              | 9        |
| 2.                                                             | Egyesült Államok (USA)                                         | 1                                                              | 4                                                              | 3                                                              | 8        |
| 3.                                                             | Kína (CHN)                                                     | 1                                                              | 0                                                              | 1                                                              | 2        |
| 3.                                                             | Kanada (CAN)                                                   | 1                                                              | 0                                                              | 0                                                              | 1        |
|                                                                |                                                                |                                                                |                                                                |                                                                |          |
| 3.                                                             | NSZK (FRG)                                                     | 0                                                              | 0                                                              | 1                                                              | 1        |
|                                                                |                                                                |                                                                |                                                                |                                                                |          |
| Összesen                                                       | Összesen                                                       | 8                                                              | 6                                                              | 7                                                              | 21       |

### Érmesek
A táblázatban a rendező ország versenyzői eltérő háttérszínnel kiemelve.
| Az 1984. évi nyári olimpiai játékok érmesei női tornában | | | |
| Versenyszám                                              | Arany | Ezüst | Bronz |
| Gerenda                                                  | Szabó Katalin · Románia (ROU) · 19,800                                                                                       | Nem adták ki | Kathy Johnson · Egyesült Államok (USA) · 19,650 |
| Gerenda                                                  | Simona Păucă · Románia (ROU) · 19,800                                                                                        | Nem adták ki | Kathy Johnson · Egyesült Államok (USA) · 19,650 |
| Felemás korlát                                           | Ma Jan-hong (Ma Yanhong) · Kína (CHN) · 19,950                                                                               | Nem adták ki | Mary Lou Retton · Egyesült Államok (USA) · 19,800 |
| Felemás korlát                                           | Julianne McNamara · Egyesült Államok (USA) · 19,950                                                                          | Nem adták ki | Mary Lou Retton · Egyesült Államok (USA) · 19,800 |
| Ugrás                                                    | Szabó Katalin · Románia (ROU) · 19,875                                                                                       | Mary Lou Retton · Egyesült Államok (USA) · 19,850                                                                                           | Lavinia Agache · Románia (ROU) · 19,750 |
| Talaj                                                    | Szabó Katalin · Románia (ROU) · 19,975                                                                                       | Julianne McNamara · Egyesült Államok (USA) · 19,950                                                                                         | Mary Lou Retton · Egyesült Államok (USA) · 19,775 |
| Összetett egyéni                                         | Mary Lou Retton · Egyesült Államok (USA) · 79,175                                                                            | Szabó Katalin · Románia (ROU) · 79,125 | Simona Păucă · Románia (ROU) · 78,675 |
| Összetett csapat                                         | Románia (ROU) · Lavinia Agache · Laura Cutina · Cristina Grigoraș · Simona Păucă · Mihaela Stănuleț · Szabó Katalin · 392,20 | Egyesült Államok (USA) · Pamela Bileck · Michelle Dusserre · Kathy Johnson · Julianne McNamara · Mary Lou Retton · Tracee Talavera · 391,20 | Kína (CHN) · Csen Jong-jan (Chen Yongyan) · Csou Csiu-zsuj (Zhou Qiurui) · Csou Ping (Zhou Ping) · Huang Csün (Huang Qun) · Ma Jan-hong (Ma Yanhong) · Vu Csia-ni (Wu Jiani) · 388,60 |

## Ritmikus gimnasztika
| Az 1984. évi nyári olimpiai játékok érmesei ritmikus gimnasztikában |                          |                                   |                           |
| Versenyszám                                                         | Arany                    | Ezüst                             | Bronz                     |
| Egyéni                                                              | Lori Fung · Kanada (CAN) | Doina Stăiculescu · Románia (ROU) | Regina Weber · NSZK (FRG) |